# Asque (España)
Asque es una localidad española perteneciente al municipio de Colungo, en el Somontano de Barbastro, provincia de Huesca (Aragón). 

## Historia
En 1845 pasa a depender del municipio de Colungo.

## Monumentos
- Iglesia parroquial dedicada a Santa Columba.